# Statki z jeziora Nemi
Statki z jeziora Nemi – dwa wielkie statki, zbudowane z polecenia cesarza Kaliguli na jeziorze Nemi w Górach Albańskich niedaleko Rzymu, zatopione rozmyślnie po jego śmierci w 41 r. Ich wraki, wydobyte po wypompowaniu w latach 1928–1929 części wody z jeziora, a następnie umieszczone w specjalnym muzeum, spłonęły 31 maja 1944 r. po przypadkowym trafieniu w budynek pociskiem artyleryjskim.
Modele obu statków w zredukowanej skali 1:5, a także inne artefakty pochodzące z wykopalisk archeologicznych w okolicy są obecnie eksponowane w otwartym w 1953 (a następnie po długiej przerwie i przebudowie w 2000) roku Muzem Statków Rzymskich (wł. Le Museo delle Navi Romane). Ocalałe fragmenty prawdziwych statków znajdują się obecnie w zbiorach Muzeum Narodowego w Rzymie (Palazzo Massimo alle Terme).